# David Low

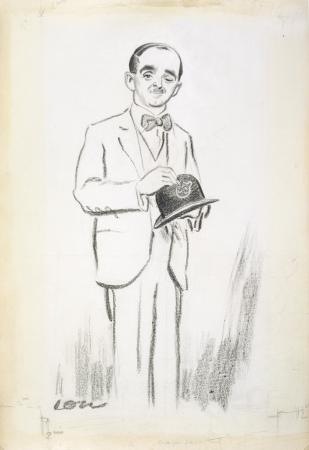
Autorretrato

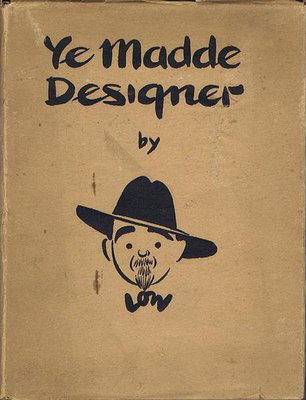
Ye Madde Designer, 1935

David Alexander Cecil Low (Dunedin, Nueva Zelanda, 7 de abril de 1891 - 19 de septiembre de 1963) fue un historietista político neozelandés.
Su familia paterna procedía de Fifeshire en Escocia. De joven se había formado leyendo a Charles Keene, Linley Sambourne y Phil Mayo, lo que le decidió a ser dibujante.
Publicó los primeros dibujos en diversas revistas neozelandesas donde comenzó a tener cierto éxito. Se trasladó a Sídney en Australia con su familia en 1911, donde comenzó a trabajar en el Sídney Bulletin junto a otros grandes historietistas como Livingstone Hopkins y Norman Lindsay. Arnold Bennett quedó sorprendido con los dibujos y escribió un artículo elogioso en el New Statesmen. La publicidad le permitió ser reclamado en Inglaterra por el Daily News y el Star. En el Reino Unido fue ganando prestigio y llegó a pasar de pequeñas tiras a tener media página de historietas. Trabó amistad con otro gran historietista político, Will Dyson, que trabajaba para el Daily Herald.
El Star le encargó realizar los retratos de los cincuenta británicos más distinguidos, aunque las desavenencias con la dirección lo llevarían a publicarlos en New Statesmen.
Además de trabajar de manera estable en dos diarios, también lo hizo ocasionalmente para otras publicaciones como Punch Magazine y The Graphic. En 1927 comenzó a trabajar en el Evening Standard, una colaboración que duraría hasta 1950. En este tiempo realizó caricaturas y dibujos acerca de los líderes de la Alemania nazi, lo que le valió gran popularidad entre los lectores y una queja del entonces Ministro de propaganda nazi, Goebbels al Ministro de Asuntos Extranjeros británico, Lord Halifax.
Después trabajó de manera estable en el Daily Herald y el Manchester Guardian a partir de 1953.